# Altengrüsen
Koordinaten: 50° 59′ 24″ N, 8° 57′ 36″ O
Altengrüsen ist eine Wüstung in der Gemarkung von Grüsen, einem Stadtteil von Gemünden (Wohra) im nordhessischen Landkreis Waldeck-Frankenberg.

## Geographie
Der Ort befand sich zwischen Grüsen im Norden und Gemünden im Süden in der Buntstruth (Naturraum-Untereinheit 345.4), aber seine genaue Lage ist bisher unbekannt. Laut Georg Landau befand er sich an der Westseite des die Schweinfe begleitenden Wiesengrunds, 2000 Schritt (etwa 1500 m) südlich von Grüsen, wo man in der Mitte des 19. Jahrhunderts noch einen Kirchhof sah.

## Geschichte
Er findet nur im 13. Jahrhundert in Urkunden des Klosters Haina Erwähnung: 1215 „Aldengrosa“; um 1230 „in Grůsen vetere“; 1231 „Grusen vetus“, „Aldengrusen“; 1249 „in Grusen ville veteris“; 1250 „Aldengrusen“; und 1254 „Aldengrůsen“. Somit dürfte er bereits in der zweiten Hälfte des 13. oder dann im 14. Jahrhundert aufgegeben worden sein. Möglicherweise ging er in Grüsen auf, oder die Bewohner zogen nach Gemünden in den Schutz der dort von den Grafen von Ziegenhain, als Lehnshalter der Abtei Hersfeld, um die Mitte des 13. Jahrhunderts erbauten Burg. Der Ort war im 13. Jahrhundert Hauptort einer Cent in der Bulenstrut; 1255 wird ein dortiger Centgraf („centurio“) und 1259 eine „advocatia“ (Vogtei) genannt.
Die erste bekannte schriftliche Erwähnung stammt aus dem 1215, als der Mainzer Erzbischof Siegfried II. dem Kloster Haina dessen Besitz in „Aldengrosa“ bestätigte und ihm die Mehrung seines dortigen Besitzes gestattete. Im Jahre 1231 gelangte der Zehnt des nun als „villa“ bezeichneten Orts von Graf Gottfried III. von Reichenbach, dem letzten männlichen Vertreter seines Familienzweiges, an das Kloster Haina; diesen Zehnten trugen die Grafen von Orlamünde von der Abtei Hersfeld zu Lehen und hatten damit die Grafen von Reichenbach belehnt. Im Jahre 1250 wird der Ort als zum Gericht Bulenstrut gehörig bezeichnet. 1252 stimmte Gottfried III., unter Verzicht auf sein Eigentumsrecht, dem Tausch Wigands aus Aldengrusen seiner sämtlichen Güter in Altengrüsen mit dem Kloster Haina für Güter in Gemünden zu.